# كاتي لي (صحفية)
كاتي لي (بالإنجليزية: Katie Lee) هي صحفية وطباخة ومؤلفة أمريكية، ولدت في 14 سبتمبر 1981 في هنغتينغتون في الولايات المتحدة.

## وصلات خارجية
- الموقع الرسمي
- كاتي لي على موقع IMDb (الإنجليزية)
- كاتي لي على موقع قاعدة بيانات الفيلم (الإنجليزية)